# Halb-Differenzial-Kurzschlussringgeber

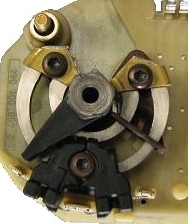
HDK an der Dieseleinspritzpumpe VP37

Funktionsschema

Ein Halb-Differenzial-Kurzschlussringgeber (HDK) ist ein Winkellagegeber (Wegsensor) für die Kraftstoffmengenregelung bei Dieselmotoren.
Im Rahmen der elektronischen Dieselsteuerung kommen unter anderem elektronisch geregelte Axialkolben-Verteilereinspritzpumpen zum Einsatz. Zur Regelung der drehzahlabhängig unterschiedlichen Einspritzmenge wird die Öffnungszeit einer sogenannten Absteuerbohrung mittels Regelschieber am Verteilerkolben gesteuert. Je nach Verdrehung der Steuerwelle wird über einen Exzenter die Absteueröffnung früher oder später freigegeben und damit der Kraftstoff früher oder später rückgeleitet – damit wird die Einspritzmenge bestimmt.
Das Steuergerät benötigt eine Information über den Winkel der Steuerwelle. Ein einfacher Potentiometergeber hat den Nachteil, dass mechanische Abnutzung erfolgt.
Der Halb-Differenzial-Kurzschlussringgeber (HDK) arbeitet berührungslos und deshalb verschleißfrei. Er besteht aus einem Weicheisenkern (im Bild hellgrau), Messspule (L1), und einem beweglichen Kurzschlussring (links, rot). Dessen Ströme begrenzen den magnetischen Fluss auf den Raum zwischen Spule und Kurzschlussring. Wird dieser durch die Steuerwelle verschoben, ändert sich der magnetische Fluss und damit die Induktivität der Messspule. Die rechte Seite des HDK-Sensors mit der Referenzspule (L2), ist symmetrisch aufgebaut, hat aber einen fest stehenden Kurzschlussring (Halb-Differenzial-Anordnung). Sie dient als Referenz zur Temperaturkompensation, zum Justieren gegenüber der Messspule und um Materialeigenschaften zu kompensieren. Der Messbereich des 30 mm Durchmesser großen Sensors beträgt 0–60°.

## Kurzschlussring Geber
Das Funktionsprinzip basiert auf der Änderung des magnetisch wirksamen Luftspalts. Das Steuergerät schickt durch die Spule L1 einen konstanten sinusförmigen Wechselstrom mit 10 kHz, dieser erzeugt im Kurzschlußring einen Strom der nach der Lenzschen Regel ein der Ursache entgegen wirkendes Magnetfeld aufbaut, das den Magnetfluss auf den Bereich zwischen Spule und Kurzschlussring begrenzt. Damit ändert sich die Reluktanz des magnetischen Kreises und entsprechend die Induktivität der Spule. Der Weicheisenkern ist so geformt, dass eine nahezu lineare Anhängigkeit der Induktivität von der Position des Kurzschlussringes erreicht wird. Die Spule L2 durchfließt ein Wechselstrom gleicher Frequenz deren Spannung mit der Spannung über L1 verglichen wird (ratiometrische Messung).
{\displaystyle \alpha \sim {\frac {L_{1}(\vartheta ,\alpha _{0}+\Delta \alpha )}{L_{\text{2}}(\vartheta ,\alpha _{0})}}-1}
Das Steuergerät überwacht die Funktion der Spulen auf Fehler, stellt am Ausgang eine analoge Ausgangsspannung und ein 12-Bit Datenwort für den Winkel der Steuerwelle bereit.

## Lineare Bauform

Linearer HDK mit Referenz- und Messspule

Halb-Differenzial-Kurzschlussringgeber werden auch in einer geraden Ausführung zur Wegmessung der Regelstange von Diesel-Reiheneinspritzpumpen verwendet. Der Weicheisenkern (im Bild hellgrau) ist dann gerade ausgebildet und der Kurzschlussring wird geradlinig bewegt. Der lineare Messbereich beträgt ca. 30 mm.